# Боннефон, Жан-Клод
Жан-Клод Боннефон (фр. Jean-Claude Bonnefond; 1796—1860) — французский художник, автор многочисленных работ, созданных во время путешествий по Италии, также педагог.

## Биография
Родился 27 марта 1796 года в Лионе в семье Клемана Боннефона и его жены Клодин Бюрель. Отец, работавший пекарем, умер в год рождения, и мать весной 1797 года снова вышла замуж за Жана-Мари Сюти, заменившего Жану-Клоду родного отца. Старшего брата он потерял, когда тот служил в армии.

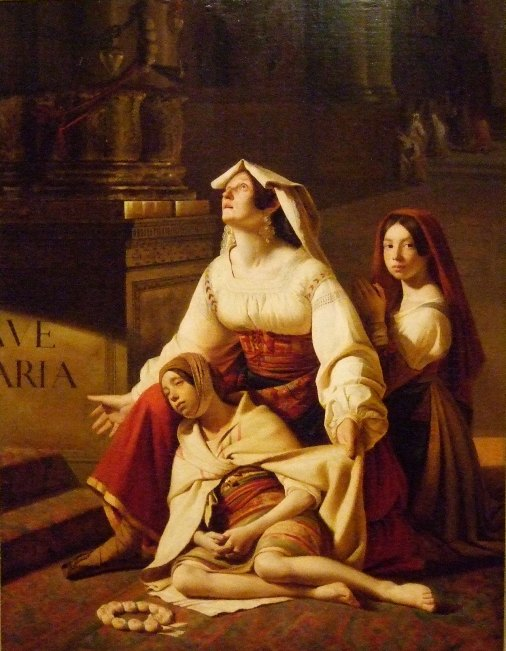
Обет Мадонне, 1835

В 1808 году Боннефон поступил в Лионскую высшую школу изящных искусств, где был учеником Пьера Ревоя и Алексиса Гроньяра. Будучи студентом, в 1813 году получил свою первую награду за картину «Laurier d’or». В 1814 году выставлял свои произведения в Лионе, а затем — в Парижском салоне. В 1816 году Жан-Клод был освобождён от военной службы из-за трагической смерти своего брата и смог полностью посвятить себя живописи. В 1817 году состоялась выставка его ранних работ в музее Лувра.
В 1822 году художник покинул Лион, чтобы встретиться в Париже с Виктором Орселем в мастерской Пьера Герена, который станет впоследствии его учителем. Однако Герен был назначен на должность директора виллы Медичи, и Боннефон поехал с ним в Рим в 1824 году. Имея средства от продажи своих работ, он смог путешествовать по Италии, жил в Риме, посетил области Кампания и Тоскана. В Италии встречался и познакомился со многими известными европейскими художниками. В 1828 году он кратко побывал в Париже, чтобы получить золотую медаль, завоёванную на Парижском салоне 1827 года, а также посетить свою мать. Затем продолжил свою работу вместе с Гереном, продолжая пополнять круг своих знакомых итальянскими художниками.

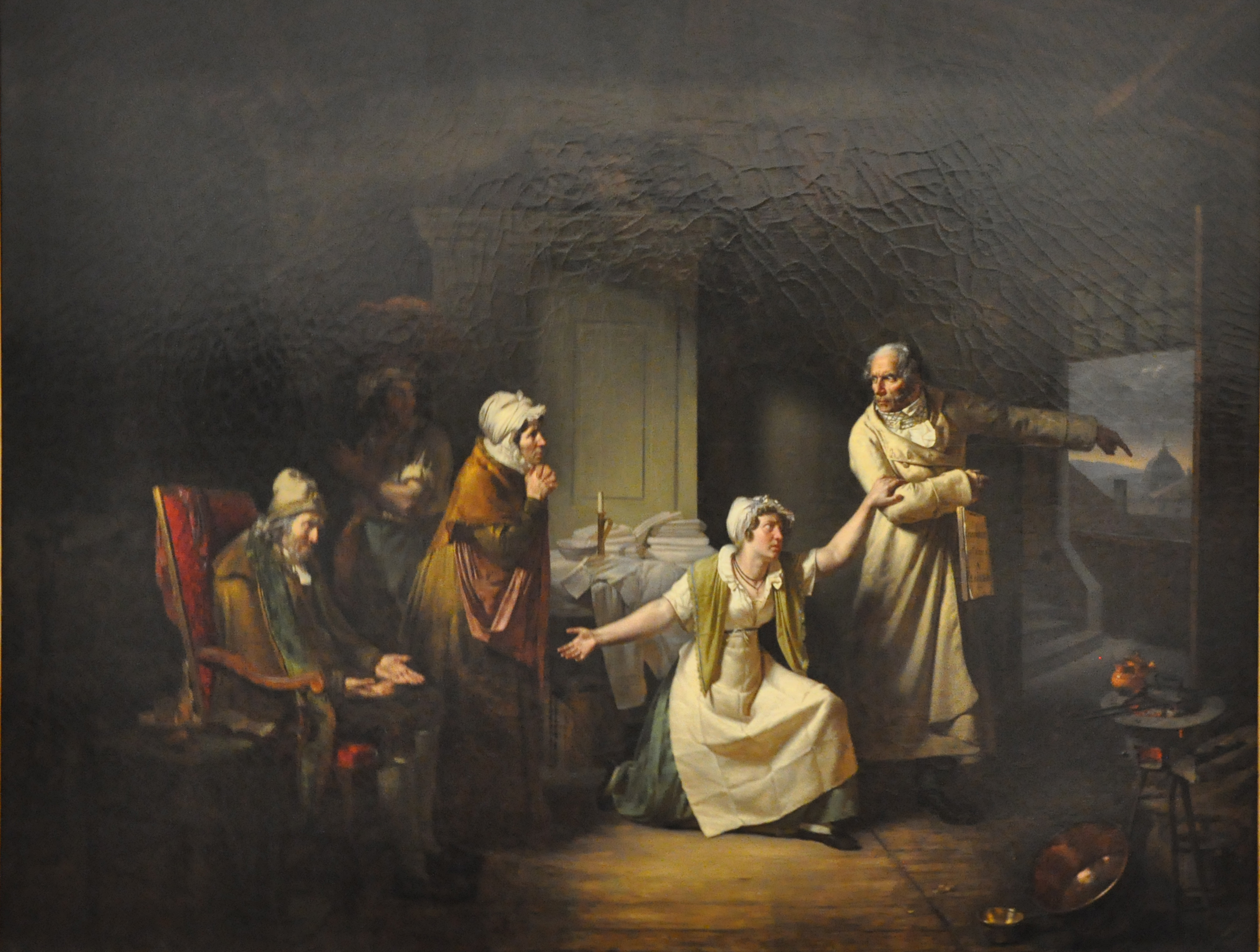
Злой домовладелец, 1824

В 1830 году мэр Лиона Прюнель предложил Жану-Клоду Боннефону стать директором городской школы изящных искусств. Художник принял его и вступил в должность 4 апреля 1831, сменив на этом посту Пьера Ревоя и проработав директором в течение следующих почти 30 лет. Под его руководством школа стала успешным художественным заведением, он провёл в ней ряд значительных реформ. В 1834 году Боннефон стал кавалером ордена Почётного легиона, а в 1852 году он был назначен членом-корреспондентом этого института.
Жан-Клод был женат на Луизе-Лоре Томассен. В этом браке у них родилась единственная дочь Клер-Аделаид-Изор Боннефон. Много времени художник проводил вместе с семьёй и путешествовал. Его близким другом был гравёр Виктор Вибер (1799—1860), с которым он познакомился ещё в Риме.
Когда Боннефон тяжело заболел, жена ухаживала за ним. В это же время заболел и умер Вибер. Чувствуя, что ему осталось немного, он начал искать преемника на посту директора школы, которым стал Жан-Батист Данген.
Умер 27 июня 1860 года в Лионе. Был похоронен на городском кладбище Луаяс.